# Achmeta (distrikt)
Achmeta (georgiska: ახმეტის მუნიციპალიტეტი, Achmetis munitsipaliteti) är ett distrikt i Georgien. Det ligger i regionen Kachetien, i den östra delen av landet, 70 km nordost om huvudstaden Tbilisi. Arean är 2 208 kvadratkilometer.